# 天神小子
「天神小子」(日語：ぼくはガリレオ)，是日本快樂快樂月刊從2007年1月號到2010年9月號連載的樫本學的作品。台灣快樂快樂亦從2007年10月號開始連載。

## 概要
是作者預告「能夠超越『可樂小子』的作品」。

## 梗概
主角伽利略以成為天神為目標，挑戰高第天神學校的入學考試。

## 單行本
台湾由青文出版社出版发行，现已发售7卷。
香港由香港青文出版发行，现已发售9卷。
日本由株式会社小学馆出版发行，现已发售全10卷。